# 神的召会
神的召会（Tsehchowfu Mission，TSM）是英国独立传教士在中国山西省泽州府创立的传教机构。
1919年，神的召会仅有1处传教站：山西省泽州府（1903年），5处教堂分布在5个县（晋城1903，高平1905，阳城1911，陵川,1913，沁水1915），西教士2人，受餐信徒164人。1935年，神的召会在山西省有教堂5处，西教士5人，受餐信徒316人。